# Tatiana Arias
Tatiana Arias (1979) es una botánica colombiana. Ha trabajado extensamente con investigaciones en la familia de las piperáceas de Centro y Sudamérica.
En 1996 comenzó estudios de biología en la Universidad de Antioquia, graduándose de la Licenciatura de grado de Ciencias. Durante sus estudios trabajó con la "Flora de Antioquía", y en el Herbario de la Universidad de Antioquia.
En 2008 trabajó en la División de Ciencias Biológicas del Jardín Botánico de Misuri, y en el Laboratorio Pires, para obtener su PhD en la Universidad de Misuri con estudios en Brassica cultivadas y silvestres (tribu Brassiceae).
- La abreviatura «T.Arias» se emplea para indicar a Tatiana Arias como autoridad en la descripción y clasificación científica de los vegetales.[4]